# Episodi di Schlitz Playhouse of Stars (ottava stagione)
L'ottava stagione della serie televisiva Schlitz Playhouse of Stars è andata in onda negli Stati Uniti dal 26 settembre 1958 al 31 luglio 1959 sulla CBS.
| n° | Titolo originale           | Prima TV USA      | Titolo italiano         | Prima TV Italia |
| -- | -------------------------- | ----------------- | ----------------------- | --------------- |
| 1  | A Thing to Fight For       | 26 settembre 1958 | Il momento del coraggio |                 |
| 2  | The Hasty Hanging          | 10 ottobre 1958   |                         |                 |
| 3  | The Trouble with Ruth      | 24 ottobre 1958   |                         |                 |
| 4  | False Impression           | 7 novembre 1958   |                         |                 |
| 5  | Last Edition               | 21 novembre 1958  |                         |                 |
| 6  | Third Son                  | 5 dicembre 1958   |                         |                 |
| 7  | No Answer                  | 19 dicembre 1958  |                         |                 |
| 8  | A Fistful of Love          | 2 gennaio 1959    |                         |                 |
| 9  | You Can't Win 'Em All      | 16 gennaio 1959   |                         |                 |
| 10 | And Practically Strangers  | 30 gennaio 1959   |                         |                 |
| 11 | The Man Who Had No Friends | 13 febbraio 1959  |                         |                 |
| 12 | On the Brink               | 27 febbraio 1959  |                         |                 |
| 13 | Ivy League                 | 13 marzo 1959     |                         |                 |
| 14 | The Salted Mine            | 27 marzo 1959     |                         |                 |
| 15 | The Rumor                  | 5 giugno 1959     |                         |                 |
| 16 | Hostage                    | 19 giugno 1959    |                         |                 |
| 17 | Cowboy Five Seven          | 7 luglio 1959     |                         |                 |
| 18 | Ballad to Die For          | 31 luglio 1959    |                         |                 |

## A Thing to Fight For
- Diretto da:
- Scritto da:

### Trama
- Interpreti: Kim Charney, Rod Steiger, Marianne Stewart, Rod Taylor,Martin Landau

## The Hasty Hanging
- Diretto da:
- Scritto da:

### Trama
- Interpreti: Mary LaRoche, Fess Parker, John Smith

## The Trouble with Ruth
- Diretto da:
- Scritto da:

### Trama
- Interpreti: Jeanne Crain (Ruth Elliot), Adam Kennedy (Steve Elliot), George Macready (Joseph Libo)

## False Impression
- Diretto da:
- Scritto da:

### Trama
- Interpreti: Patricia Breslin (Julia Heyton), Macdonald Carey (Orville E. Piggott), Steven Geray (Golet)

## Last Edition
- Diretto da:
- Scritto da:

### Trama
- Interpreti: Eddie Albert (Sheldon Black), Benny Baker, Herbert Ellis, Milt Hamerman, Myron Healey, Tom Helmore, Addison Richards, Simon Scott, Evan Thompson

## Terzo Son
- Diretto da:
- Scritto da:

### Trama
- Interpreti: Phil Chambers (Sam Hillis), Steve Forrest (Harpenning Brothers), Virginia Gregg (Lissie Harpenning), Carolyn Kearney (Helen King), Marion Marshall (Belle), Roy N. Sickner (primo Man)

## No Answer
- Diretto da:
- Scritto da:

### Trama
- Interpreti: Phillip Baird, Donald Cook, William De Martel, Angela Greene (Maggie Atheson), Barry Kelley, Edgar Peterson, Keenan Wynn

## A Fistful of Love
- Diretto da:
- Scritto da:

### Trama
- Interpreti: Stanley Adams, Herbert Ellis, Eleni Kiamos, Jonathan Kidd, Buddy Lester, Lee Marvin, Michael Ross, Mickey Simpson, Barbara Stuart

## You Can't Win 'Em All
- Diretto da:
- Scritto da:

### Trama
- Interpreti: Guy Madison, Burt Reynolds, Karen Steele

## And Practically Strangers
- Diretto da:
- Scritto da:

### Trama
- Interpreti: Herbert Anderson (Healy), Richard Carlson (Alan Mitchell), John Dall (Hugh Mitchell), John Eldredge (Tyman), Vincent Perry (esercitoColonel), Paula Raymond (Kathleen), Ivan Triesault (dottor Colman)

## The Man Who Had No Friends
- Diretto da:
- Scritto da:

### Trama
- Interpreti: Anthony Caruso, Jeanne Cooper, Ralph Meeker, Jacqueline Scott

## On the Brink
- Diretto da:
- Scritto da:

### Trama
- Interpreti: Richard Beymer, Barry Kelley, Mercedes McCambridge

## Ivy League
- Diretto da:
- Scritto da:

### Trama
- Interpreti: William Bendix (Bull Mitchell), Florence MacMichael (Mamie Parker), Tim Hovey (Timmy Parker), Mary Tyler Moore (Student #1), Doug McClure (Ben - Student #2), Arte Johnson (Wally - Student #3), Bartlett Robinson (Dean Henderson), Sheila Bromley (Martha Henderson - Teacher #1), Kathleen Warren (Miss Dennis - Teacher #2), John Wilder (Stuart), Howard McNear (Thomas Lorch), Billy Nelson (caporale), Robert Moechel (Student)

## The Salted Mine
- Diretto da:
- Scritto da:

### Trama
- Interpreti: Scott Brady (Shotgun Slade), Ernie Kovacs (Hack), Marie Windsor (Alice Batson), Jean Allison (Ellen Oliver), Frank Ferguson (Mike Collier), Bob Tetrick (Big Joe Thompson), Otto Waldis (Assayer), Fred Graham (sceriffo), Ted Mapes (barista)

## The Rumor
- Diretto da:
- Scritto da:

### Trama
- Interpreti: Alice Backes, Whit Bissell, Richard Collier, Philip Coolidge, Pat Crowley, Hal March, Elliott Reid

## Hostage
- Diretto da:
- Scritto da:

### Trama
- Interpreti: Jim Brown

## Cowboy Five Seven
- Diretto da:
- Scritto da:

### Trama
- Interpreti: Gerald McKay (maggiore Gerald McKay), James Stewart (narratore)

## Ballad to Die For
- Diretto da:
- Scritto da:

### Trama
- Interpreti: William Joyce (Johnny Guitar), Fay Spain (Anna Carrick), Robert J. Wilke (Roy Murrell), Regis Parton (Harry Shay), Michael Morgan (Gyte), Paul E. Burns (ubriaco), Henry Rowland (giocatore di carte), Jack Tornek (Anna's Mexican Hand), Olan Soule (Pawnbroker), Bob Reeves (frequentatore bar)